# Mauro Zinetti
Mauro Zinetti (né le 26 juin 1975 à Gazzaniga) est un coureur cycliste italien, professionnel de 1998 à 2004.

## Palmarès

### Palmarès amateur
- 1996
  - Trophée Antonietto Rancilio
- 1997
  - Trofeo Papà Cervi
  - Trofeo Alcide Degasperi
  - Trofeo Luciano Pasinetti
  - 4e étape du Tour de Hokkaido
  - 3e du Tour de Hokkaido

### Palmarès professionnel
- 1998
  - Tour de la Côte picarde
- 1999
  - 3ea étape du Regio Tour
  - 6e étape du Tour de Hesse
- 2000
  - 3e du Grand Prix de Chiasso
  - 3e du Grand Prix de la côte étrusque
- 2003
  - 1re étape de la Course de Solidarność et des champions olympiques
- 2004
  - 2e du Tour de la province de Reggio de Calabre

## Résultats sur les grands tours

### Tour d'Espagne
- 1998 : hors délais (11e étape)

### Tour d'Italie
- 2002 : abandon (16e étape)